# Ferme de Moscou
La Ferme de Moscou  ist ein Schlachtfeld aus dem Ersten Weltkrieg (Erste und Zweite Schlacht an der Marne, 1914 bzw. 1918), gelegen in der Gemeinde Prosnes im Département de la Marne, südlich des Mont Cornillet, entlang der Straße namens Voie de la Liberté.

## Geschichte
Die Toten des Schlachtfelds Ferme de Moscou in der Nähe von Prosnes sind in der Nekropole von Auberive-sur-Suippe an der Voie de la Liberté begraben.